# Oreuse
Die Oreuse ist ein kleiner Fluss im östlichen Zentral-Frankreich, der im Département Yonne in der Region Bourgogne-Franche-Comté westlich der Stadt Troyes verläuft.

## Geografie

### Verlauf
Die Oreuse entspringt im Gemeindegebiet von Thorigny-sur-Oreuse im Park des Schlosses Château de Thorigny-sur-Oreuse und wird dort für die Wasserversorgung der Kanäle im Park genutzt. Sie entwässert generell Richtung Westen und mündet nach rund 17 Kilometern im Gemeindegebiet von Michery als rechter Nebenfluss in die Yonne. In Unterlauf quert die Oreuse die Autobahn A5 und die Bahnstrecke LGV Sud-Est.

### Orte am Fluss
(Reihenfolge in Fließrichtung)
- Thorigny-sur-Oreuse
- Fleurigny, Gemeinde Thorigny-sur-Oreuse
- Saint-Martin-sur-Oreuse, Gemeinde Thorigny-sur-Oreuse
- La Chapelle-sur-Oreuse
- Évry
- Gisy-les-Nobles
- Michery

## Sehenswürdigkeiten
- Château de Thorigny, Schloss aus dem 18. Jahrhundert an der Quelle des Flusses in Thorigny-sur-Oreuse – Monument historique[4]
- Abbaye de la Cour-Notre-Dame, ehemalige Abtei mit Ursprüngen aus dem 13. Jahrhundert am Flussufer bei Michery – Monument historique[5]